# Национальная кинопремия (Индия) за лучшую женскую роль
Национальная кинопремия за лучшую женскую роль (или «…лучшей актрисе», хинди राष्ट्रीय फ़िल्म पुरस्कार, सर्वश्रेष्ठ अभिनेत्री पुरस्कार) — категория главной кинематографической премии Индии под эгидой Дирекции кинофестивалей Министерства информации и телерадиовещания Правительства Индии, присуждаемая актрисам за лучшее исполнение ведущих ролей в фильмах индийского кинематографа на любом из языков или диалектов Индии.

## Описание
Премия за лучшую женскую роль была введена в рамках общего решения оргкомитета награды предусмотреть, начиная с 15-й церемонии награждения (в 1968, по результатам 1967 года), призы не только для наиболее значительных работ (фильмов) кинематографа Индии, но также для участвовавших в их создании актёров и участников съёмочной группы. Первым лауреатом премии стала Наргис Датт за роль героини с раздвоением личности Варуны в фильме на хинди «Ночь и день» (1967).
До 1984 года артисты награждались за лучшее исполнение ролей без разделения на главные и второстепенные, однако в дальнейшем под данной категорией стала пониматься премия за ведущие роли в фильмах, с выделением отдельной номинации для второплановых/вспомогательных ролей.
Номинация и награждение по творческим результатам каждого года (с 1 января по 31 декабря включительно) проводятся в последующем году. Вплоть до 1974 года, призы для лучшего актёра и актрисы года именовались соответственно Bharat Award и Urvashi Award и были представлены статуэткой и сертификатом премии (аналогично многим другим кинопремиям в мире), позднее же призом этих, как и большинства других «личных» категорий, стал «Серебряный Лотос» (хинди रजत कमल, Rajat Kamal), включающий медаль премии (NFA), сертификат о награждении, а после 24-й церемонии в 1977 году — и денежный приз (до 2006 — в 10 тысяч, позднее — в 50 тысяч рупий).
Честь вручения премий традиционно принадлежит президенту Индии.

## Статистика премии
- Лауреат наибольшего количества премий в категории: Шабана Азми, получившая эту премию 5 раз (в 1975, 1983, 1984, 1985 и 1999 годах; все роли — в фильмах на хинди).
- Лауреаты премий за роли на разных языках — три актрисы: Шарада[англ.] (за две роли в фильмах на малаялам и одну — на телугу; занимает второе место по общему числу премий), Арчана[англ.] (по одной призовой роли в фильмах на тамильском и телугу) и Шобана[англ.] (на малаялам и английском).
- Самый возрастной лауреат[5]: Умашри[англ.] (род.1957), награждённая в 2008 году в 50-летнем возрасте за роль в фильме на каннада «Gulabi Talkies» (2008).
- Самый молодой лауреат[5]: Мониша Унни[англ.] (1971—1992), награждённая в 1987 году в 16-летнем возрасте за роль в фильме на малаялам «Nakhakshathangal» (1986).

Ряд обладательниц премии являются также лауреатами других престижных и кинопремий (в частности, Filmfare Awards и BFJA Awards), а также одной или нескольких правительственных наград различного уровня.

## Таблица лауреатов

### Премия Урваши для лучшей актрисы (1968—1974 годы)
| Год и номер церемонии | Лауреаты              | Фото | Фильмы и их языки           | Роли           | Формулировки | Ссылки |
| --------------------- | --------------------- | ---- | --------------------------- | -------------- | ------------ | ------ |
| 1968 (15-е вручение)  | Наргис Датт           |      | «Ночь и день» (хинди)       | Варуна / Пегги |              | [ 3 ]  |
| 1969 (16-е вручение)  | Шарада                |      | «Thulabharam» (малаялам)    | Виджая         |              | [ 6 ]  |
| 1970 (17-е вручение)  | Мадхаби Мукерджи      |      | «Dibratrir Kabya» (бенгали) | Суприя         |              | [ 7 ]  |
| 1971 (18-е вручение)  | Рехана Султан         |      | «Стук в дверь» (хинди)      | Салма Ахмед    |              | [ 9 ]  |
| 1972 (19-е вручение)  | Вахида Рехман         |      | «Решма и Шера» (хинди/урду) | Решма          |              |        |
| 1973 (20-е вручение)  | Шарада                |      | «По своей воле» (малаялам)  | Сита           |              | [ 11 ] |
| 1974 (21-е вручение)  | Нандини Бхактаватсала |      | «Лес» (каннада)             | Камали         |              | [ 12 ] |

### Серебряный Лотос для лучшей актрисы (с 1975 года)

#### 1970-е годы
| Год и номер церемонии | Лауреаты      | Фото | Фильмы и их языки                               | Роли                        | Формулировки | Ссылки |
| --------------------- | ------------- | ---- | ----------------------------------------------- | --------------------------- | --- | ------ |
| 1975 (22-е вручение)  | Шабана Азми   |      | «Росток» (хинди)                                | Лакшми                      | | [ 13 ] |
| 1976 (23-е вручение)  | Шармила Тагор |      | «Путешествие в прошлое» (хинди)                 | Чанда Тхапа, её дочь Каджли | | [ 14 ] |
| 1977 (24-е вручение)  | Лакшми        |      | «Sila Nerangalil Sila Manithargal» (тамильский) | Ганга                       | | [ 15 ] |
| 1978 (25-е вручение)  | Смита Патиль  |      | «Трудная роль» (хинди)                          | Уша/Урваши                  | «За блестяще выдержанное, страстное и убедительное исполнение комплексного нетрадиционного персонажа; за трогательное представление запутавшейся женщины, эксплуатируемой домогающимися её мужчинами на протяжении жизни, загнанной в горькое, полное неверия в себя одиночество…» | [ 16 ] |
| 1979 (26-е вручение)  | Шарада        |      | «Nimajjanam» (телугу)                           | Бхаратхи                    | «За сдержанную игру и точное невербальное выражение.» | [ 17 ] |

### 1980-е годы
| Год и номер церемонии | Лауреаты     | Фото               | Фильмы и их языки                | Роли | Формулировки | Ссылки |
| --------------------- | ------------ | ------------------ | -------------------------------- | --- | --- | ------ |
| 1980 (27-е вручение)  | Шобха        |                    | «Pasi» (тамильский)              | Куппамма | |        |
| 1981 (28-е вручение)  | Смита Патиль |                    | «Исход» (хинди/урду)             | Амма | «За безукоризненное исполнение роли женщины среднего возраста из бомбейских трущоб, стоически принимающую свою горькую судьбу и в то же время продолжающую мечтать о лучшем будущем, которое так и не приходит, с выразительностью и блестящей игрой в диалогах.» | [ 18 ] |
| 1982 (29-е вручение)  | Рекха        |                    | «Дорогая Умрао» (хинди)          | Амиран / таваиф Умрао-Джан | «За притягательное изображение Умрао-Джан, куртизанки и поэтессы 19-го столетия.» | [ 19 ] |
| 1983 (30-е вручение)  | Шабана Азми  |                    | «Осознание» (хинди)              | Пуджа Индер Малхотра | «За сдержанность, с которой она умеет выражать широкий диапазон эмоций.» | [ 20 ] |
| 1984 (31-е вручение)  | Шабана Азми  | «Khandhar» (хинди) | Джамини                          | «За чувствительность, с которой уловлено трагическое одиночество образа Джамини.»                                                           | [ 21 ] |        |
| 1985 (32-е вручение)  | Шабана Азми  | «Paar» (хинди)     | Рама                             | | [ 22 ] |        |
| 1986 (33-е вручение)  | Сухасини     |                    | «Синдху и Бхайрави» (тамильский) | Синдхамани («Синдху») | «За выдающуюся игру в тамильском фильме „Синдху и Бхайрави“ в сложной роли женщины — возлюбленной и незамужней матери, вынужденной вернуться к своему одинокому существованию.„                                                                                   | [ 23 ] |
| 1987 (34-е вручение)  | Мониша Унни  |                    | «Nakhakshathangal» (малаялам)    | Гоури | «За воплощение роли в фильме на малаялам „Nakhakshathangal“, отражающее множество человеческих эмоций и добавляющее дополнительные стороны к образу Гоури, деревенской девушки, встречающей любовь и теряющей её.»                                                | [ 24 ] |
| 1988 (35-е вручение)  | Арчана       |                    | «Veedu» (тамильский)             | Судха | «За натуралистическое изображение работающей женщины среднего класса, ежедневно встречающей трудности бытия, и её стараний преодолеть постоянно растущие сложности городской жизни.»                                                                              | [ 25 ] |
| 1989 (36-е вручение)  | Арчана       | «Daasi» (телугу)   | Камалакши                        | «За убедительное изображение даси времён 1925 года в регионе Теленгана, подвергающейся всесторонней эксплуатации в фильме на телугу „Dasi“» | [ 26 ] |        |

### 1990-е годы
| Год и номер церемонии | Лауреаты           | Фото            | Фильмы и их языки              | Роли                  | Формулировки | Ссылки |
| --------------------- | ------------------ | --------------- | ------------------------------ | --------------------- | --- | ------ |
| 1990 (37-е вручение)  | Шрилекха Мукхерджи |                 | «Parshuramer Kuthar» (бенгали) | Лакхи                 | «За её игру в фильме на бенгали „Parashuramer Kuthar“, показывающую боль и страдание беспомощной женщины, вынужденной обществом вести постыдный образ жизни.» | [ 27 ] |
| 1991 (38-е вручение)  | Виджаяшанти        |                 | «Karthavyam» (телугу)          | Вайджайянти           | «За её работу в фильме на телугу „Karthavyam“, сдержанно и сбалансировано показывающую одновременно агрессию и женственность героини.» | [ 28 ] |
| 1992 (39-е вручение)  | Молоя Госвами      |                 | «Firingoti» (ассамский)        | Риту                  | «За искусное и естественное создание образа учительницы, которая преодолевает эмоциональные травмы собственной жизни и посвящает себя служению благородной миссии.» | [ 29 ] |
| 1993 (40-е вручение)  | Димпл Кападия      |                 | «Плакальщица» (хинди)          | Шаничари              | «За захватывающую интерпретацию горестей одинокой женщины, унижаемой жестоким обществом.» | [ 30 ] |
| 1994 (41-е вручение)  | Шобана             |                 | «Сломанный замок» (малаялам)   | Ганга                 | «За её редкостное умение раскрывать комплексные оттенки множества человеческих эмоций.» | [ 31 ] |
| 1995 (42-е вручение)  | Дебашри Рой        |                 | «19 апреля» (бенгали)          | Адити                 | «За её полное отождествление с персонажем одинокой женщины-доктора в фильме на бенгали „19 апреля“, где ею в сдержанно-чувствительной манере был показан широкий спектр эмоций.»                                                                                            | [ 32 ] |
| 1996 (43-е вручение)  | Сима Бисвас        |                 | «Королева бандитов» (хинди)    | Пхулан Деви           | “За ошеломительную, смелую, изящную и убедительную игру в противоречивой роли преступницы в фильме на хинди „Королева бандитов“.» | [ 33 ] |
| 1997 (44-е вручение)  | Табу               |                 | «Поджигатели» (хинди)          | Вирендар «Виран» Каур | «За искусно созданный образ женщины, тонущей в круговороте конфликтов.» | [ 34 ] |
| 1998 (45-е вручение)  | Индрани Халдар     |                 | «Dahan» (бенгали)              | Джхинук               | «Совместно присуждена двум актрисам … за их сдержанное и деликатное изображение двух женщин, пойманных в сети унижения. Пример их выхода духовно богаче из этого опыта является вдохновляющим.»                                                                             | [ 35 ] |
| 1998 (45-е вручение)  | Ритупарна Сенгупта | Ромита Чаудхари | «Dahan» (бенгали)              |                       | «Совместно присуждена двум актрисам … за их сдержанное и деликатное изображение двух женщин, пойманных в сети унижения. Пример их выхода духовно богаче из этого опыта является вдохновляющим.»                                                                             | [ 35 ] |
| 1999 (46-е вручение)  | Шабана Азми        |                 | «Godmother» (хинди)            | Рамбхи                | «За её драматическое и страстное изображение женщины, вынужденной на неравную борьбу в мире мужчин. Актриса придала редкостную силу и достоинство своему образу жертвы, берущей закон в свои руки, выражая широкий и запутанный спектр эмоций с лёгкостью и искренностью. » | [ 36 ] |

### 2000-е годы
| Год и номер церемонии | Лауреаты          | Фото | Фильмы и их языки                     | Роли            | Формулировки | Ссылки |
| --------------------- | ----------------- | ---- | ------------------------------------- | --------------- | --- | ------ |
| 2000 (47-е вручение)  | Кирон Кхер        |      | «Леди дома» (бенгали)                 | Баналата        | «За спектр эмоций, привнесённый ею в роль стареющей женщины, неосуществленные страсти которой делают её лёгкой добычей для моральной эксплуатации „продавцом грёз“»                                                       | [ 37 ] |
| 2001 (48-е вручение)  | Равина Тандон     |      | «Судьба женщины» (хинди)              | Дурга           | «За её роль в „Судьбе женщины“, рисующую смиренную женщину, постоянно подвергаемую её мужем физическим и психологическим страданиям. Героиня выходит из кокона своей пассивности, боясь, что и её дочь ждёт та же судьба» | [ 38 ] |
| 2002 (49-е вручение)  | Табу              |      | «Танцующая на грани» (хинди)          | Мумтаз          | «За её реалистичное и деликатное изображение никогда не отчаивающейся женщины, теряющей опору в обществе насилия» | [ 39 ] |
| 2002 (49-е вручение)  | Шобана            |      | «Mitr, My Friend» (английский)        | Лакшми          | «За реалистичное изображение одинокой матери и домохозяйки, разрывающейся между ценностями разных человеческих сообществ, что отражает настроение фильма»                                                                 | [ 39 ] |
| 2003 (50-е вручение)  | Конкона Сен Шарма |      | «Спасение во имя любви» (английский)  | Минакши С. Айер | «For her strong and effective portrayal of a Tamil Brahmin woman caught between an orthodox mindset and human compassion»                                                                                                 | [ 40 ] |
| 2004 (51-е вручение)  | Мира Джасмин      |      | «Paadam Onnu: Oru Vilapam» (малаялам) | Шахина          | «For her sustained and subtle portrayal of a young girl trapped in an early, polyandrous marriage and her ability to convey her little joys and large sorrows»                                                            | [ 41 ] |
| 2005 (52-е вручение)  | Тара              |      | «Хасина» (каннада)                    | Хасина          | «For her powerful portrayal of a young Muslim wife boldly questioning the traditional laws of her community. Her ability to convey range of various moods through her performance in a forceful manner is commendable»    | [ 42 ] |
| 2006 (53-е вручение)  | Сарика            |      | «Парзания» (английский)               | Шерназ          | «For her rendition of a crusading mother who fights for justice against all adversity in a communally charged environment»                                                                                                | [ 43 ] |
| 2007 (54-е вручение)  | Приямани          |      | «Paruthiveeran» (тамильский)          | Муттхазхагу     | «За изображение свирепой любви вспыльчивой деревенской девушки» | [ 44 ] |
| 2008 (55-е вручение)  | Умашри            |      | «Gulabi Talkies» (каннада)            | Гулаби          | «For a heart-rending portrayal of the sorry plight of a wronged woman belonging to a minority community surrounded by an uncaring and hostile society»                                                                    | [ 45 ] |
| 2009 (56-е вручение)  | Приянка Чопра     |      | «В плену у моды» (хинди)              | Мегхна Матхур   | «За убедительную передачу целого ряда эмоций в рамках одного персонажа» | [ 46 ] |

### 2010-е годы
| Год и номер церемонии | Лауреаты                | Фото                                       | Фильмы и их языки                               | Роли                                                                                     | Формулировки | Ссылки        |
| --------------------- | ----------------------- | ------------------------------------------ | ----------------------------------------------- | ---------------------------------------------------------------------------------------- | --- | ------------- |
| 2010 (57-е вручение)  | Ананья Чаттерджи        |                                            | «Вечное» (бенгали)                              | Шикха                                                                                    | «За изысканную детализацию сложного персонажа на разных этапах профессиональной и личной жизни актрисы»                                                                  | [ 48 ]        |
| 2011 (58-е вручение)  | Митали Джагтап Варадкар |                                            | «Baboo Band Baaja» (маратхи)                    | Ширми                                                                                    | «За тонкое изображение матери, стремящейся обеспечить своему сыну лучшее будущее, чем то, в котором ей отказывают обстоятельства»                                        | [ 49 ]        |
| 2011 (58-е вручение)  | Саранья Понваннан       |                                            | «Thenmerku Paruvakaatru» (тамильский)           | Вирайи                                                                                   | «За роль яростно воинственной матери-одиночки, которая защищает своего сына до такой степени, что жертвует собой ради его счастья»                                       | [ 49 ]        |
| 2012 (59-е вручение)  | Видья Балан             |                                            | «Грязное кино» (хинди)                          | Решма / Силк                                                                             | «Видья Балан мощно и творчески использует свои актерские способности, чтобы придать персонажу Силк убедительность, уязвимость и достоинство»                             | [ 50 ] [ 51 ] |
| 2013 (60-е вручение)  | Уша Джадхав             |                                            | «Dhag» (маратхи)                                | Яшода                                                                                    | «Как деревенская домохозяйка в не обещающем ничего хорошего месте кремации, актриса отлично справляется со своим персонажем»                                             | [ 52 ] [ 53 ] |
| 2014 (61-е вручение)  | Гитанджали Тхапа        |                                            | «Liar’s Dice» (хинди)                           | Камала                                                                                   | «Если когда-либо актриса могла полностью слиться с ролью и выглядеть идеально, так это Гитанджали Тхапа. Ее ищущие глаза и уязвимость захватывают дух»                   | [ 54 ] [ 55 ] |
| 2015 (62-е вручение)  | Кангана Ранаут          |                                            | «Открывая мир» (хинди)                          | Рани Мехра                                                                               | «За оставляющее неизгладимый след выступление, основанное на контекстной специфичности и в то же время обезоруживающе спонтанное, чтобы кажется почти импровизированным» | [ 56 ]        |
| 2016 (63-е вручение)  | Кангана Ранаут          | «Свадьба Тану и Ману. Возвращение» (хинди) | Тануджа «Тану» Триведи, Кумари «Кусум» Сангхван | «За динамичное изображение двух контрастных персонажей, пронизанное весельем и обаянием» | [ 57 ] |               |
| 2017 (64-е вручение)  | Сурабхи                 |                                            | «Minnaminungu» (малаялам)                       | мать Чару                                                                                | «За демонстрацию своего таланта в изображении боли и экстаза матери, находящейся в плачевном социальном положении»                                                       | [ 58 ]        |
| 2018 (65-е вручение)  | Шридеви                 |                                            | «Мама» (хинди)                                  | Девки Сарабвал                                                                           | | [ 59 ]        |
| 2019 (66-е вручение)  | Кирти Суреш             |                                            | «Артистка» (телугу)                             | актриса Савитри                                                                          | «За диапазон эмоций в течение длительного периода времени» | [ 60 ]        |

### 2020-е годы
| Год и номер церемонии | Лауреаты          | Фото           | Фильмы и их языки                                     | Роли                       | Формулировки | Ссылки |
| --------------------- | ----------------- | -------------- | ----------------------------------------------------- | -------------------------- | ------------ | ------ |
| 2020 (67-е вручение)  | Кангана Ранаут    |                | «Маникарника: Королева Джханси» «Второй шанс» (хинди) | рани Лакшми Баи Джая Нигам |              | [ 61 ] |
| 2021 (68-е вручение)  | Апарна Баламурали |                | «Soorarai Pottru» (тамильский)                        | Сундари Недумаран          |              | [ 62 ] |
| 2022 (69-е вручение)  | Алия Бхатт        |                | «Gangubai Kathiawadi» (хинди)                         | Гангубай Катхиавади        |              | [ 63 ] |
| 2022 (69-е вручение)  | Кирти Санон       | «Mimi» (хинди) | Мимира Ратхор                                         |                            |              | [ 63 ] |
| 2023 (70-е вручение)  | Нитья Менен       |                | «Thiruchitrambalam» (тамильский)                      | Шобана                     |              | [ 64 ] |
| 2023 (70-е вручение)  | Манаси Парекх     |                | «Kutch Express» (гуджарати)                           | Монгхи                     |              | [ 64 ] |